# Océane Coudert
Pour les articles homonymes, voir Coudert.
Océane Coudert, née le 24 janvier 1993 à Saint-Germain-en-Laye, est une trampoliniste française.
Elle est sacrée championne de France de trampoline en individuel en 2013.
Elle participe à ses premiers Championnats du monde de trampoline en 2013 et à ses premiers Championnats d'Europe de trampoline en 2014.